# Mitranes
Mitranes o Mitrines o Mitrenes  (Mithranes, Mithrenes, Μιθρήνης) o Mithrines Μιθρίνης) fou el comandant persa de la guarnició de Sardes abans de l'arribada de l'exèrcit macedoni d'Alexandre el Gran.
Després de la batalla del Grànic (334 aC) Mitranes es va rendir voluntàriament a Alexandre i fou tractat amb distinció. Després de la batalla d'Arbela o Gaugamela, Alexandre el va nomenar sàtrapa d'Armènia càrrec que va exercir fins al repartiment de territoris dels seus generals el 323 aC. No obstant la personalitat és discutida, i si bé Toumanoff accepta aquesta identificació, Chaumont, Traina i d'altres historiadors consideren que el sàtrapa Mitrenes (i no Mitranes) que va obtenir la satrapia el 331 aC era un militar persa, lloctinent d'Orontes II.